# Hondstarwegras
Hondstarwegras (Elymus caninus) is een plantensoort uit de grassenfamilie (Poaceae).

## Determinatie
Hondstarwegras is een vaste, kruidachtige plant die pollen vormt. De plant bereikt een hoogte van 50–150 cm. Het van boven matgroene blad is 4–7 mm breed en heeft een ruwe bladrand. De achterkant van het blad is glanzend donkergroen. De stijve oortjes zijn 1 mm lang. Het tongetje is ook 1 mm lang en heeft een fijn getande top. De onderste bladscheden zijn kort behaard.
Hondstarwegras bloeit in juni en juli en soms in de herfst nog een keer. De bloeiwijze omvat een tot 20 cm lange, slappe, min of meer overhangende aar. Het 0,8–2 cm lange aartje bestaat uit één tot zes bloemen. De helmknoppen zijn 2–3 mm lang. De lancetvormige kelkkafjes zijn toegespitst. Het onderste kelkkafje heeft drie nerven. Het bovenste, vijfnervige kelkkafje heeft een 1–2,5 cm lange kafnaald. Het onderste kroonkafje heeft een lange, heen en weer gebogen kafnaald. De 2,4 mm lange helmkoppen zijn bleekgeel.
De vrucht is een 11 mm lange graanvrucht. Het aantal chromosomen 2n = 28.

## Ecologie
Hondstarwegras komt voor op zeer vochtige, eutrofe, humeuze, gronden met een basische tot neutrale pH. Doorgaans gaat het om standplaatsen in de halfschaduw. Ze komt voor in open loofbossen, onder heggen, langs bospaden, in grienden en aan waterkanten.

## Verspreiding
Het natuurlijke verspreidingsgebied van hondstarwegras strekt zich uit over Europa en West- en Midden-Azië. De soort staat op de Nederlandse Rode Lijst als zeldzaam en stabiel of toegenomen.

## Fotogalerij

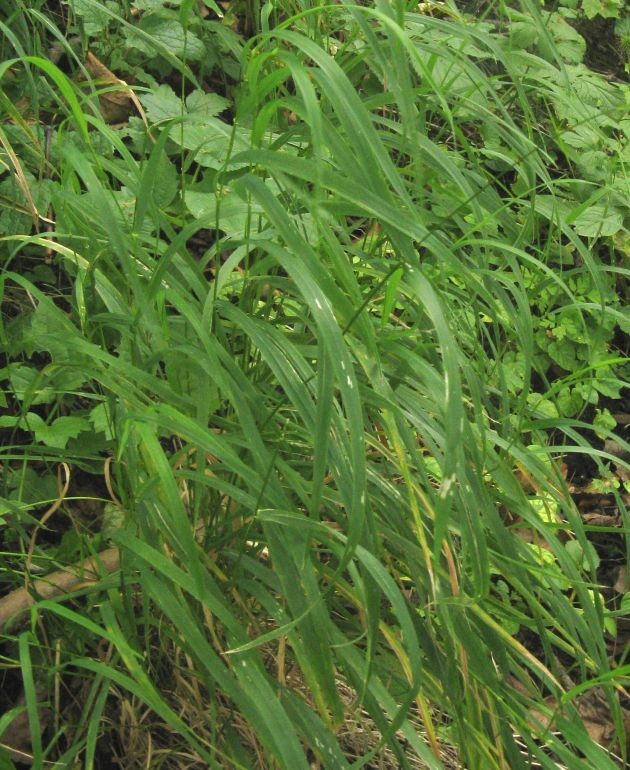
Planten
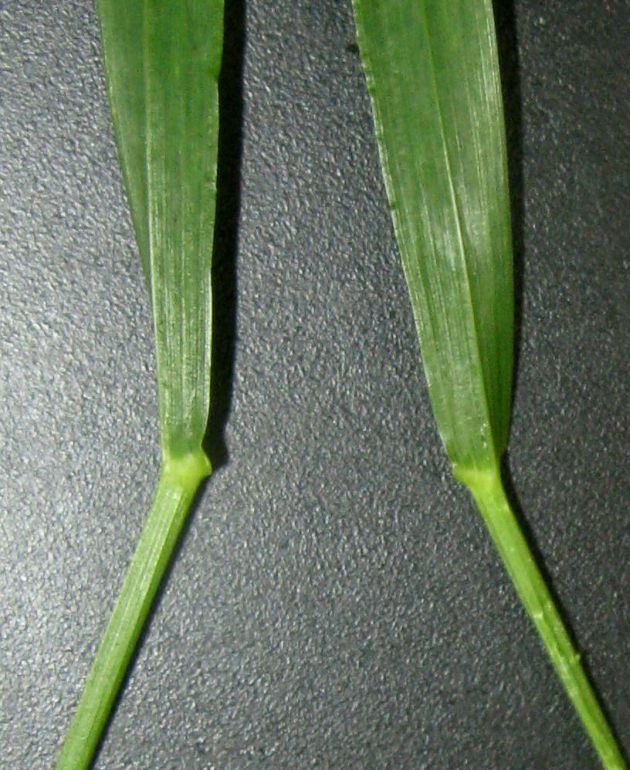
Achterkant blad
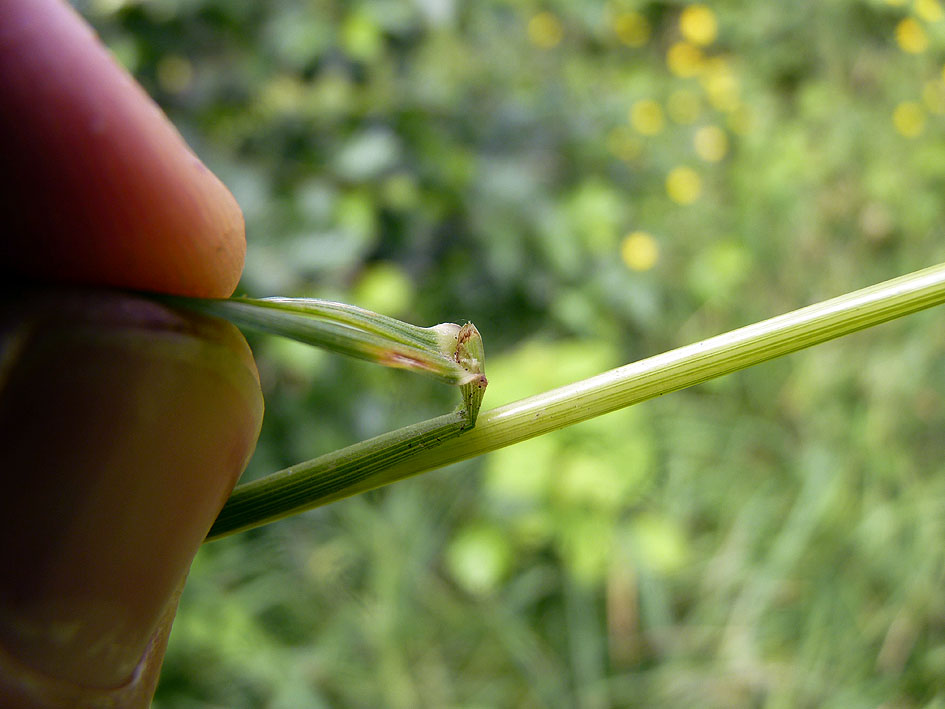
Tongetje
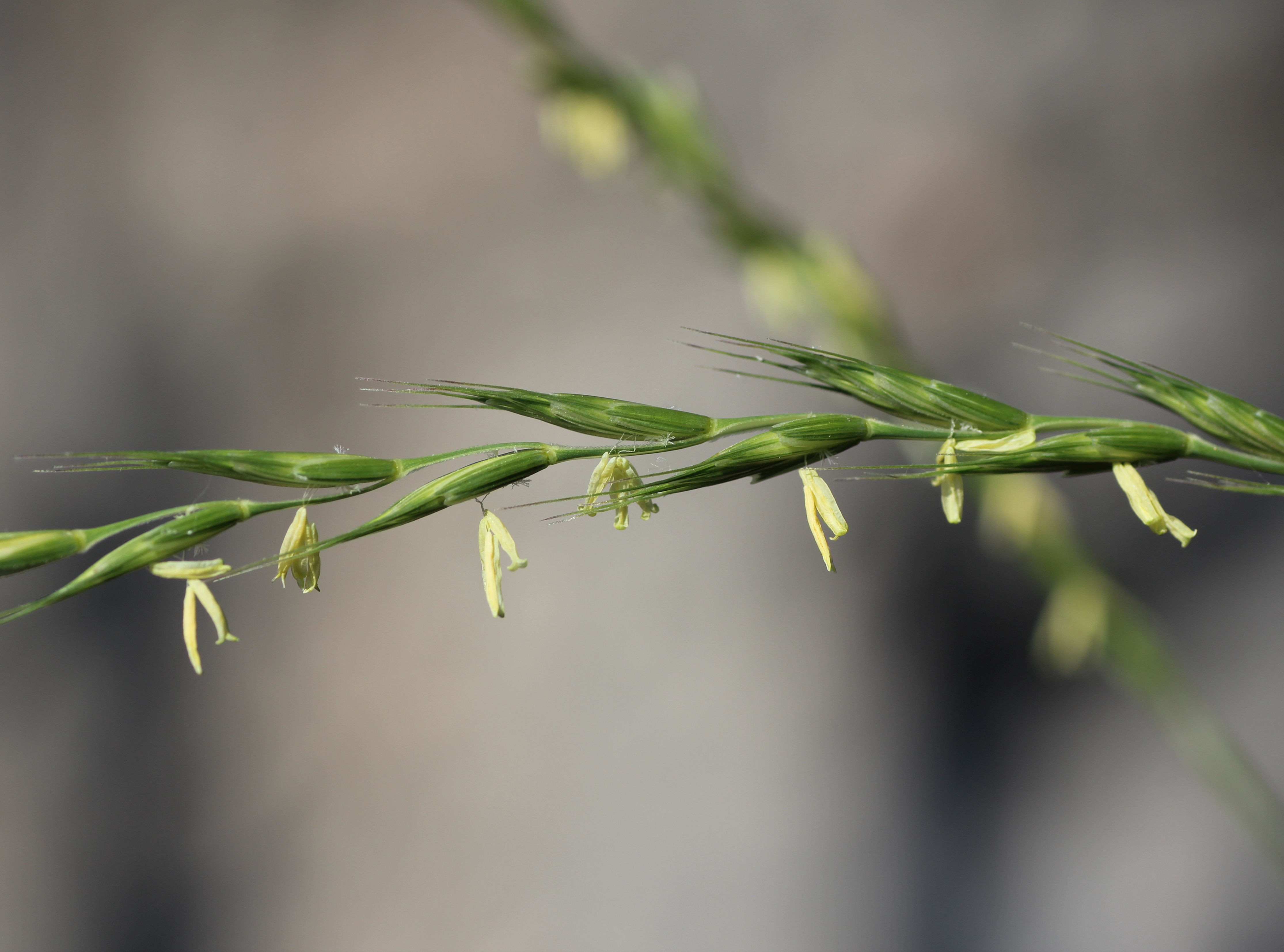
Bloeiwijze
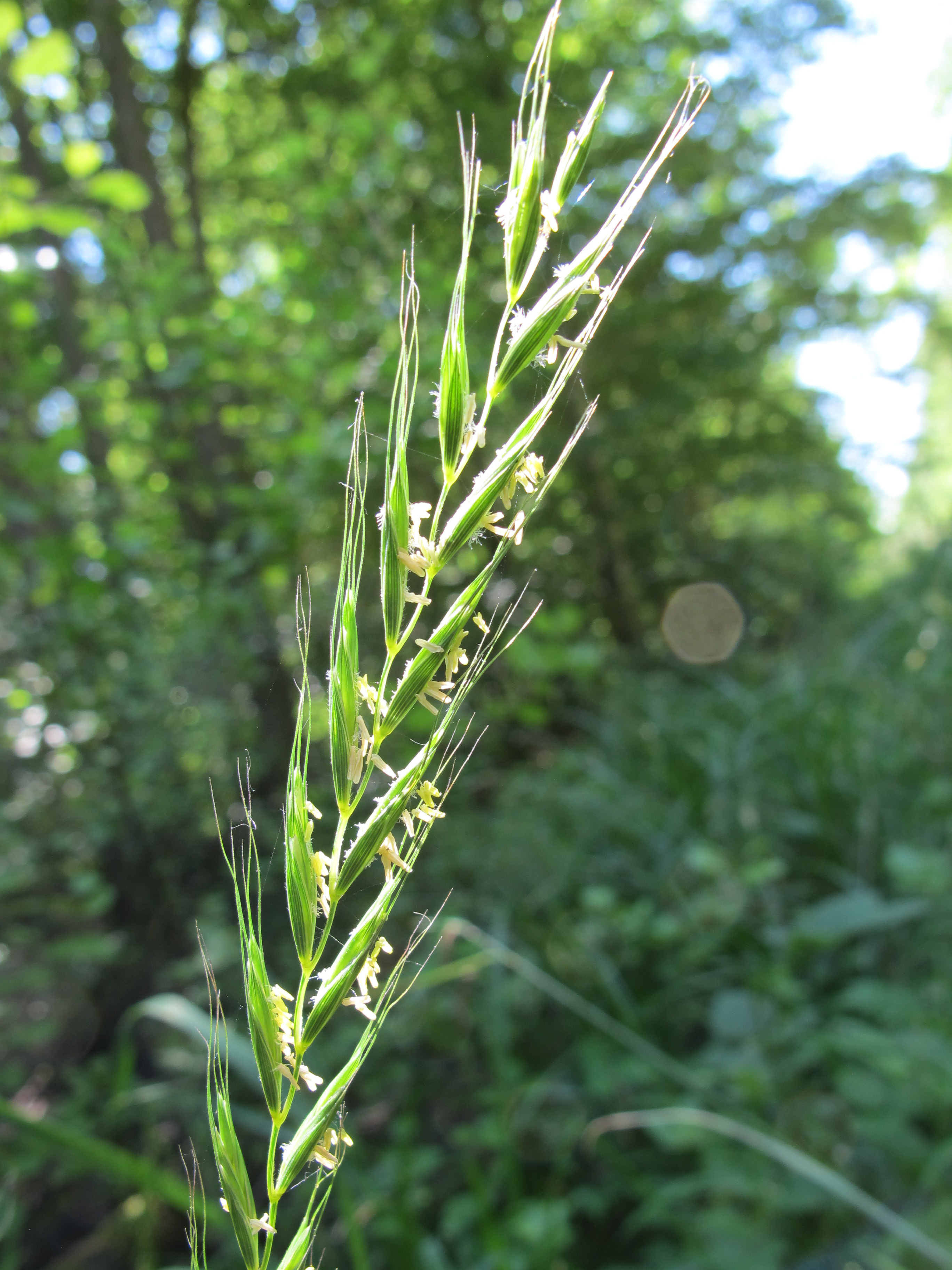
Bloeiwijze
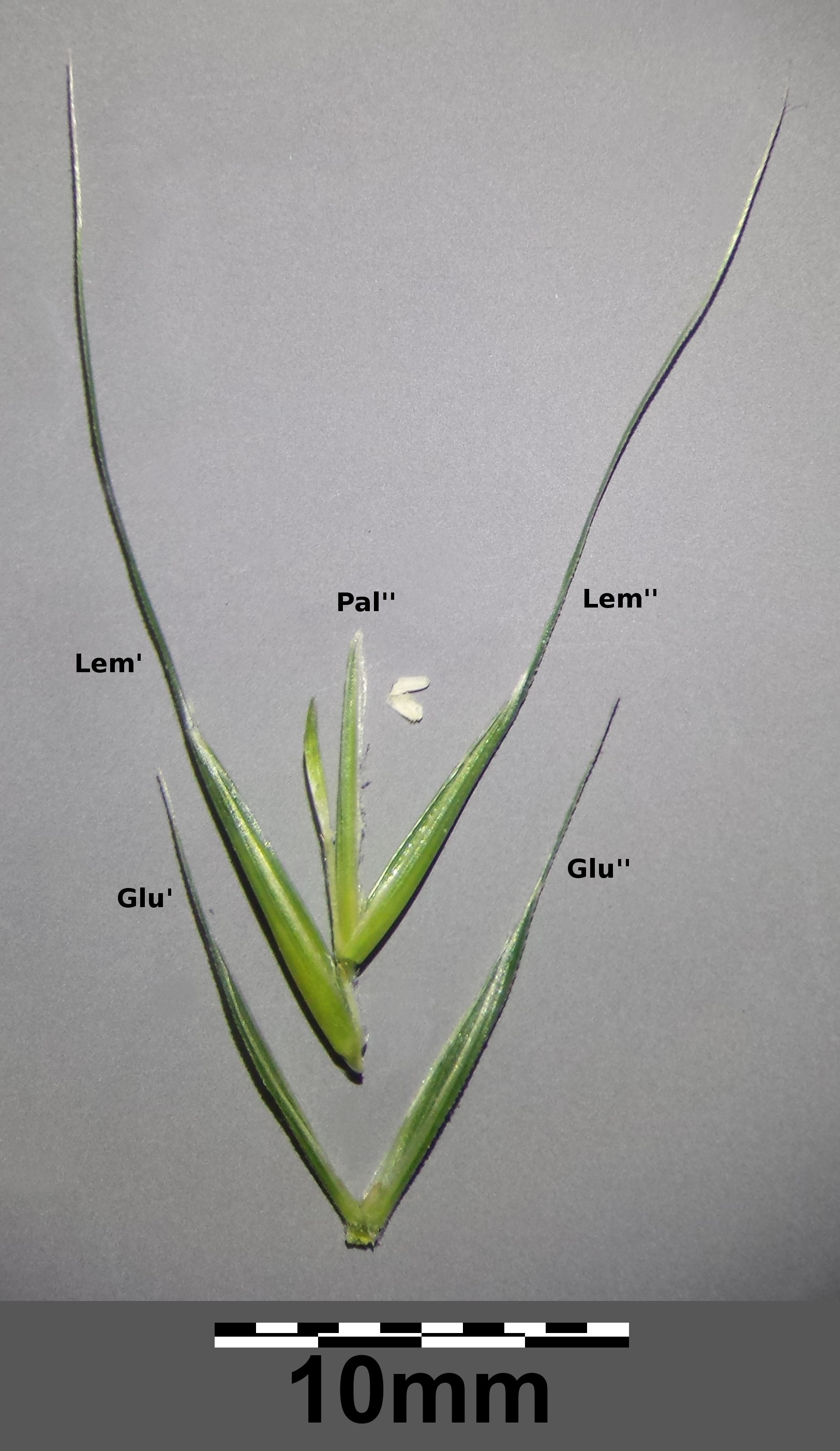
Aartje
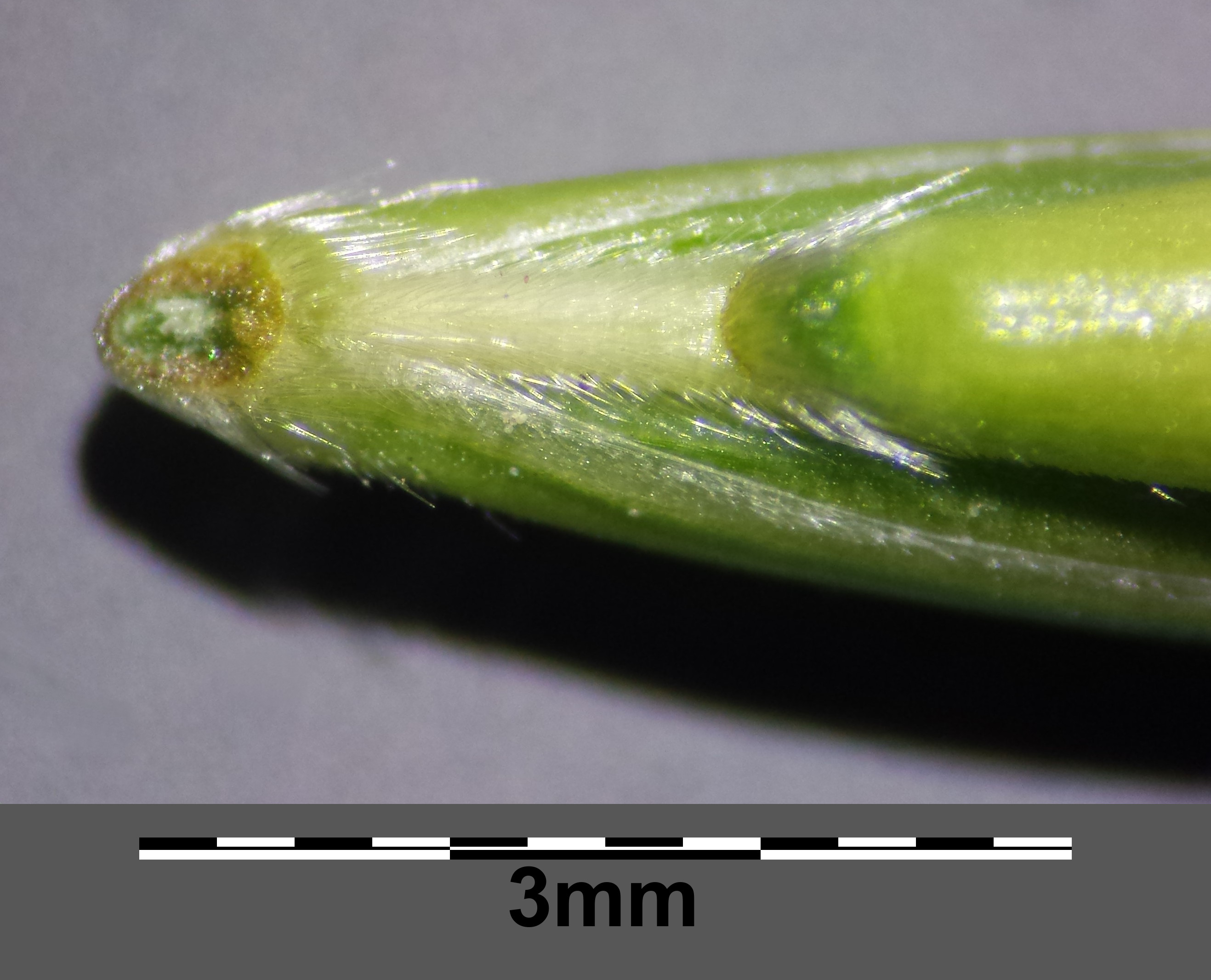
Kortbehaarde as van het aartje
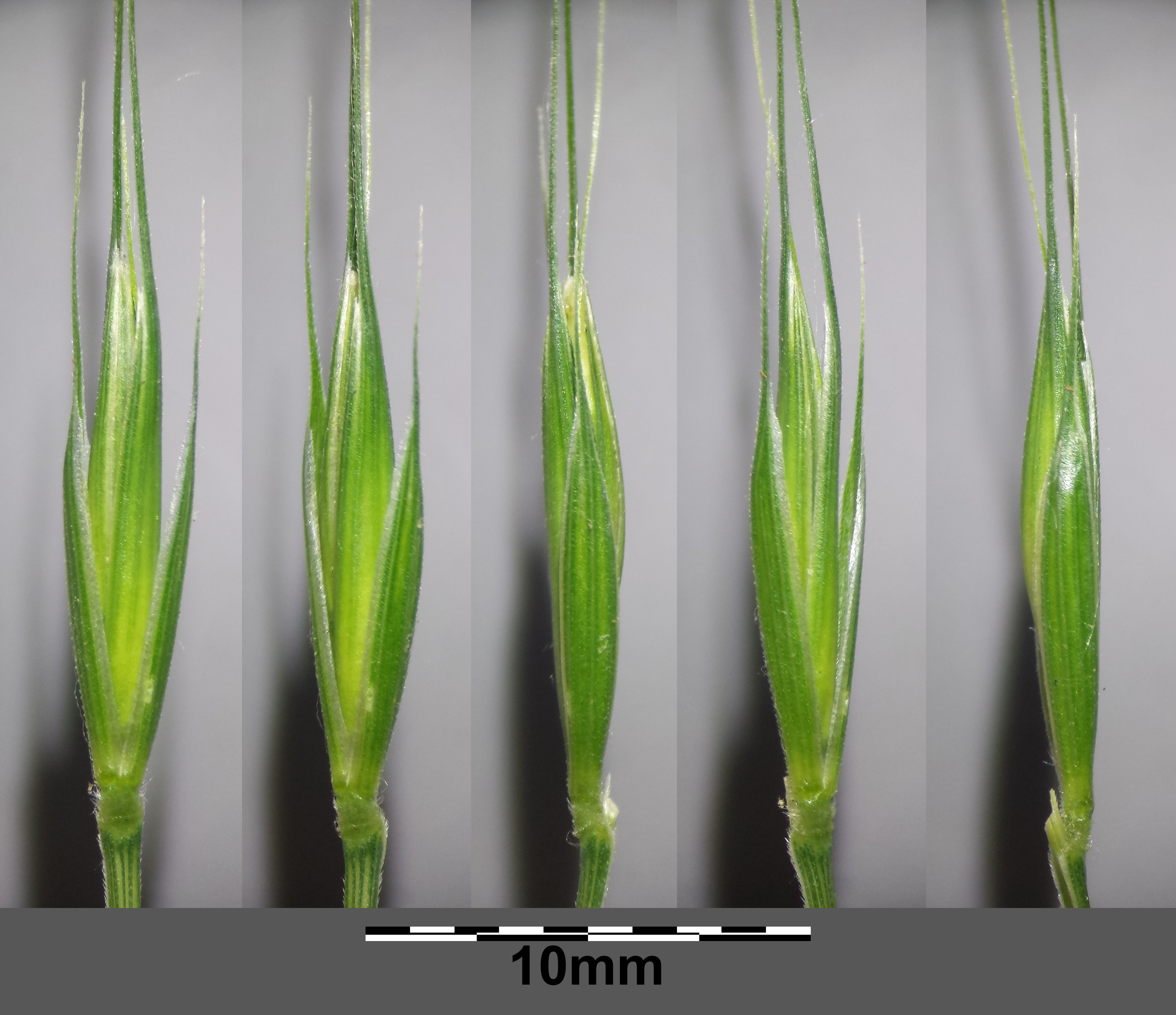
Vruchten